# Nil (альбом the GazettE)
Nil (Nameless Liberty Underground)  — второй студийный альбом японской visual-kei-группы the GazettE, выпущенный 8 февраля 2006 года на японском лейбле PS Company. Также это первый альбом группы, выпущенный в Европе 30 мая 2006 года на лейбле CLJ Records, и позже перевыпущенный в Европе и Северной Америке 17 июля 2015 года, на лейбле JPU Records. Альбом достиг десятой позиции японского чарта Oricon.

## Список композиций
Музыка - the Gazette, слова - Ruki.
1. "The End" – 2:11
2. "Nausea & Shudder" – 6:07
3. "Bath Room" – 5:06
4. "Maggots" – 2:48
5. "Namaatatakai Ame to Zaratsuita Jōnetsu" (生暖かい雨とざらついた情熱) – 3:04
6. "D.L.N" – 6:11
7. "Shadow VI II I" – 4:16
8. "Baretta" (バレッタ) – 5:44
9. "Cassis" – 6:44
10. "Silly God Disco" – 3:57
11. "Discharge" – 3:26
12. "Taion" (体温) – 6:17